# Pierre-Marie Gy
Pour les articles homonymes, voir Gy.
Pierre-Marie Gy (19 octobre 1922 - 20 décembre 2004) est un religieux français de l'Ordre des frères prêcheurs (dominicains). Il était professeur d'université enseignant à l'Institut catholique de Paris.

## Parcours
Cet ancien élève de l'École des chartes (qui appartient à la promotion 1944 avant de la quitter), né le 19 octobre 1922 dans le 16e arrondissement de Paris, reçoit l'habit de l'Ordre des prêcheurs le 22 septembre 1941 à Paris, au couvent Saint-Jacques situé rue de la Glacière.
Il fit profession religieuse simple dans l'ordre dominicain le 23 septembre 1942 et prononça ses vœux solennels au couvent d'études du Saulchoir, à Étiolles, le 2 février 1946. 
Ordonné prêtre le 27 mars 1948, il prépara ensuite son lectorat en théologie avec une thèse sur le sujet du "Sacrement de l'Ordre pendant la première période de la scolastique (environ 1135-1235)".
Historien et théologien de la liturgie, il assura de 1949 à 1969 les fonctions de "lecteur", professeur, au Saulchoir. 
De 1956 à 1964, il sera directeur adjoint de l'Institut Supérieur de Liturgie (ISL) de l'Institut catholique de Paris, dirigé par Dom Bernard Botte (de), bénédictin du Mont César en Belgique. 
De 1964 à 1986, Pierre-Marie Gy fut directeur de l'Institut de liturgie mais sera aussi, pour un mandat, directeur du Cycle d'études du doctorat à l'Institut Catholique de Paris et professeur à la Faculté de droit canonique, où il enseignera jusqu'en 1993.
Lors du chapitre général dominicain d'Oakland (USA), Pierre-Marie Gy fut institué, le 28 juillet 1989, « Maîtrise en sacrée théologie », titre universitaire le plus élevé dans l'Ordre fondé par saint Dominique. Il meurt à Paris le 20 décembre 2004.
Expert à la Commission liturgique préparatoire au concile Vatican II, il fut un grand artisan de la réforme liturgique du concile Vatican II. Il fut membre du Consilium ad exsequendam Constitutionem de Sacra Liturgia chargé de l'application de la Constitution conciliaire sur la liturgie et consulteur pendant trente ans de la Congrégation pour le culte divin et la discipline des sacrements.
Rédacteur en chef de la revue internationale de sciences liturgiques La Maison-Dieu, Il fut cofondateur et président de la société scientifique internationale Societas Liturgica entre 1979 et 1981, et membre de Societat Catalana d'Estudis Litúrgics depuis 1995.

## Publications
Livres
- La Liturgie dans l'histoire. Préface de Jacques Le Goff, Paris, Cerf-Éditions Saint-Paul, 1990, Collection "Liturgie", n° 2, 336 pp.

Articles (sélection)
Dans diverses revues :
- "Le texte original de la « Tertia Pars » de la « Somme théologique » de saint Thomas d’Aquin dans l’apparat critique de l’Édition Léonine : le cas de l’Eucharistie", pp. 608–616,Revue des Sciences philosophiques et théologiques, n° 65, 1981
- "La cathédrale et la liturgie dans le Midi de la France", Cahiers de Fanjeaux, n° 30, 1995, pp. 219–229.
- "La liturgie de la mort en France méridionale", Cahiers de Fanjeaux, n° 33, 1998, pp. 65–75
- "Saint Thomas d’Aquin à la recherche de livres", pp. 437–441, Revue des Sciences Philosophiques et Théologiques, n° 86, 2002
- "Pie XII a-t-il pris la défense des Juifs contre Hitler ?", Revue d'éthique et de théologie morale, n° 220, Mars 2002

Dans la Revue La Maison-Dieu :
- « L'esprit de la liturgie du Cardinal Ratzinger est-il fidèle au Concile ou en réaction contre? » (Chronique), La Maison-Dieu, n° 229 (2002/1), p. 171-178
- « In memoriam, Mgr Michel Moutel, archevêque de Tours », La Maison-Dieu, n° 215 (1998/3), p. 7-8
- « La place du Christ et de son image dans la prière eucharistique », La Maison-Dieu, n° 210 (1997/2), p. 29-34
- « L'eschatologie de la liturgie en notre temps », La Maison-Dieu, n° 209 (1997/1), p. 37-46
- « La liturgie des ordinations en langue française et le fonctionnement de la "Lex Orandi" », La Maison-Dieu, n° 209 (1997/1), p. 107-120
- « La question du ministre de l'onction des malades », La Maison-Dieu, n° 205 (1996/1), p. 15-24
- « The Shape of the Liturgy de Dom Gregory Dix (1945) », La Maison-Dieu, n° 204 (1995/4), p. 31-50
- « Spiritualité de la communion d'après la liturgie », La Maison-Dieu, n° 203 (1995/3), p. 39-49
- « Les fonctions du livre dans la liturgie », La Maison-Dieu, n° 202 (1995/2), p. 7-17
- « Du bréviaire des saints à l'appel à la sainteté », La Maison-Dieu, n° 201 (1995/1), p. 131-138
- « Le nouveau rite du baptême des adultes », La Maison-Dieu, n° 71 (1962)

Actes de colloques
- avec Leonard-E. Boyle (dir.), Aux origines de la liturgie dominicaine : le manuscrit Santa Sabina XIV L 1, Actes du colloque international organisé par la Bibliothèque apostolique vaticane, l’École française de Rome, l’Institut de recherche et d’histoire des textes (CNRS) et l’Institut historique dominicain, tenu à Rome, les 2, 3 et 4 mars 1995, Paris - Rome, CNRS éditions - École française de Rome, 2004, 456 pp. (Collection de l'École française de Rome n°327, Documents, études et répertoires n°67).
- avec Louis-Jacques Bataillon, Hugues de Saint-Cher († 1263), bibliste et théologien. Actes du colloque international organisé à Paris au Centre d'études du Saulchoir, les 13, 14 et 15 mars 2000, Turnhout, Brepols, 2004, 524 pp. (Collection Bibliothèque d’histoire culturelle du Moyen Âge n°1)